# Holzschlag (Gemeinde Unterkohlstätten)

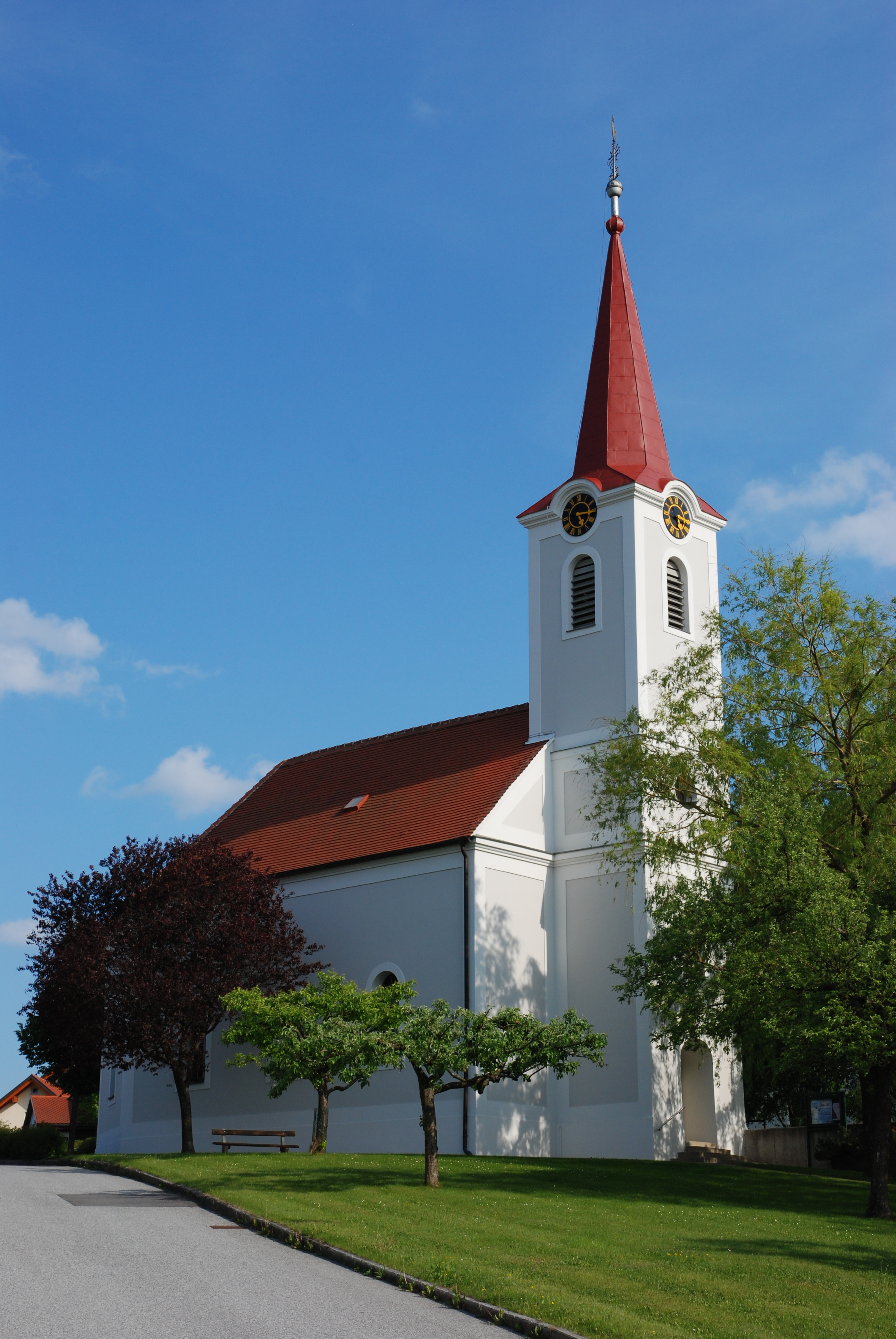
Evangelische Pfarrkirche Holzschlag

Holzschlag (ungarisch Vágod) ist ein Ortsteil der Gemeinde Unterkohlstätten mit 290 Einwohnern (Stand 1. Jänner 2022). Er liegt im Bezirk Oberwart im Burgenland in Österreich.

## Geografie
Der Ort liegt  am Nordrand des Günser Gebirges etwa 1 km südlich der Burgenland Straße (B 50), auf halbem Weg zwischen Lockenhaus und Bernstein.

## Geschichte
Die Entstehung der Siedlung dürfte mit dem damaligen Glashandwerk in der Region zu tun haben. Die für die Glasproduktion benötigten großen Mengen Holz wurden durch Abholzung der Wälder in unmittelbarer Nähe der Glashütten herangeschafft. Auf einer dieser gerodeten Flächen wurde die Ortschaft errichtet – daher der Name Holzschlag.
Die erste schriftliche Erwähnung des Ortes stammt aus dem Jahr 1634. Von 1659 bis 1854 war die Ortschaft die überwiegende Zeit Teil der Herrschaft Pinkafeld.
Holzschlag gehörte wie das gesamte Burgenland bis 1920/21 zu Ungarn (Deutsch-Westungarn). Ab 1898 musste aufgrund der Magyarisierungspolitik der Regierung in Budapest der ungarische Ortsname Vágod verwendet werden. Nach Ende des Ersten Weltkriegs wurde nach zähen Verhandlungen Deutsch-Westungarn in den Verträgen von St. Germain und Trianon 1919 Österreich zugesprochen. Seit 1921 gehört der Ort zum damals neu gegründeten Bundesland Burgenland (siehe auch Geschichte des Burgenlandes).
1937 hatte Holzschlag 661 Einwohner, davon waren 318 Angehörige der Roma. Diese wurden ab 1939 von den Nationalsozialisten deportiert. Zunächst wurden arbeitsfähige Männer abgeholt, in der Nacht zum 31. Oktober 1941 wurden die damals in Holzschlag lebenden Romafrauen und Kinder nach Litzmannstadt deportiert und bald darauf im Vernichtungslager Kulmhof ermordet. Im April 1943 wurden die letzten verbliebenen Roma nach Auschwitz deportiert. Nach 1945 kehrten nur 28 Roma nach Holzschlag zurück. Am 28. Oktober 2016 wurde eine Gedenktafel zur Erinnerung an die ermordeten Holzschläger Roma in Holzschlag enthüllt, im Mai 2023 wurde ein Gedenkstein am Friedhof enthüllt und eingeweiht.
Am 1. Jänner 1971 wurde Holzschlag im Zuge des Gemeindestrukturverbesserungsgesetzes der burgenländischen Landesregierung mit den Ortschaften Glashütten bei Schlaining, Günseck, Oberkohlstätten und Unterkohlstätten zur neuen Gemeinde Unterkohlstätten zusammengelegt.

### Nachbarortschaften
| Bernstein | Salmannsdorf                                | Salmannsdorf Deutsch Gerisdorf |
| Bernstein | Kompassrose, die auf Nachbargemeinden zeigt | Günseck Langeck im Burgenland  |
| Goberling | Goberling                                   | Unterkohlstätten               |

## Feuerwehr
Die Freiwillige Feuerwehr Holzschlag wurde 1895 gegründet. Die Mannschaft umfasste mit Stichtag 1. Jänner 2025 insgesamt 56 Mitglieder, aufgeteilt in 42 Aktive, 4 Reserve und 10 Jugendfeuerwehrmitglieder.
Die Freiwillige Feuerwehr Holzschlag ist in die Ausrüstungsklasse 3 eingeteilt und ist zusätzlich ein Vegetationsbrandbekämpfungsstützpunkt.
Aktuell hat die Feuerwehr Holzschlag ein TLFB 1000 (Tanklöschfahrzeug mit Bergeausrüstung und 1600 Liter Wasser), ein BLF (Berglandlöschfahrzeug) sowie einen TSA (Tragkraftspritzenanhänger) zur Verfügung.
Aktuell wird am Bau für ein neues Feuerwehrhaus mit 3 Stellplätzen und einem Vereinshaus für die mitwirkenden Vereine gebaut.

## Kultur und Sehenswürdigkeiten
- Evangelische Pfarrkirche Holzschlag: einfacher Kirchenbau aus dem Jahr 1811

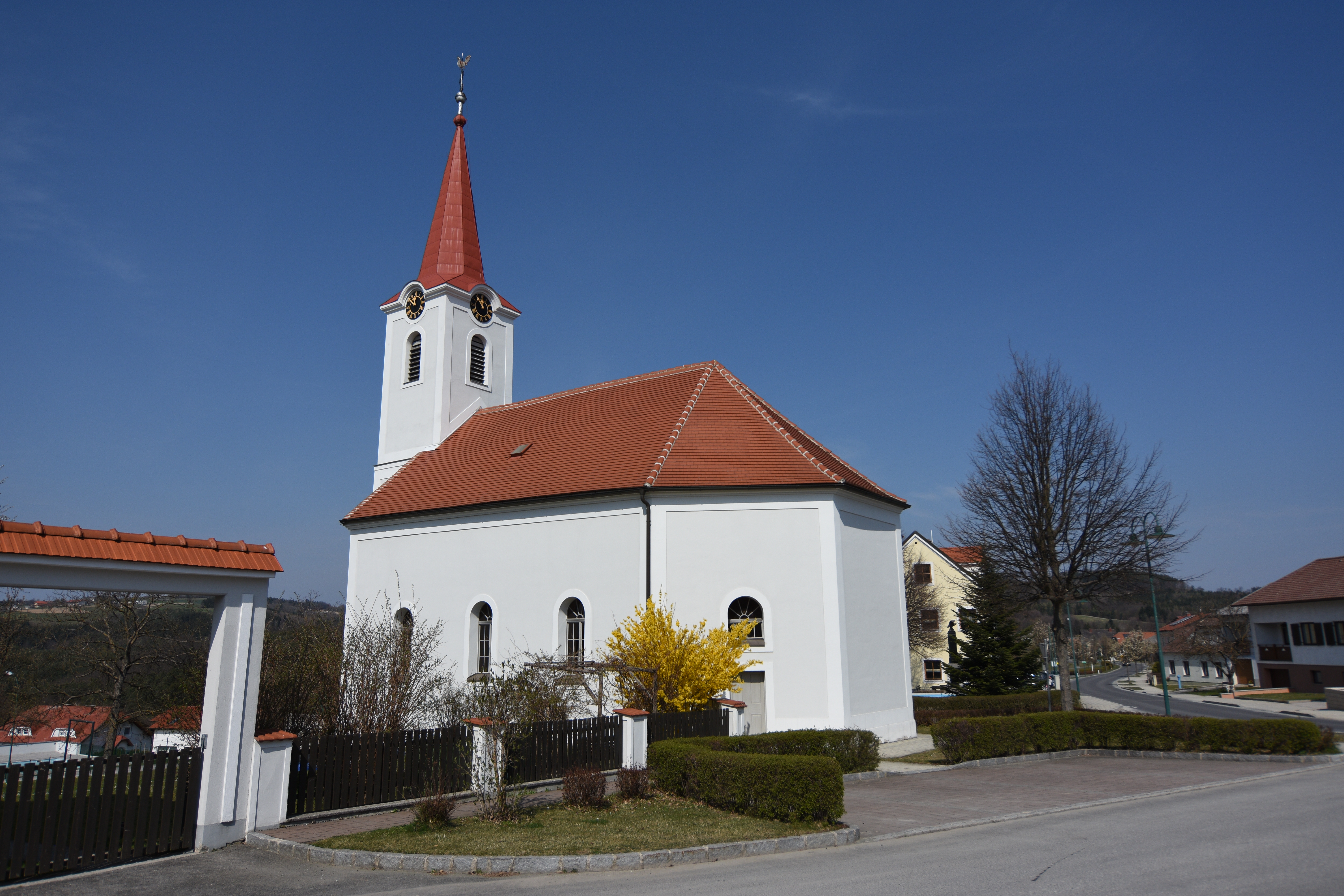
Pfarrkirche (Außenansicht)
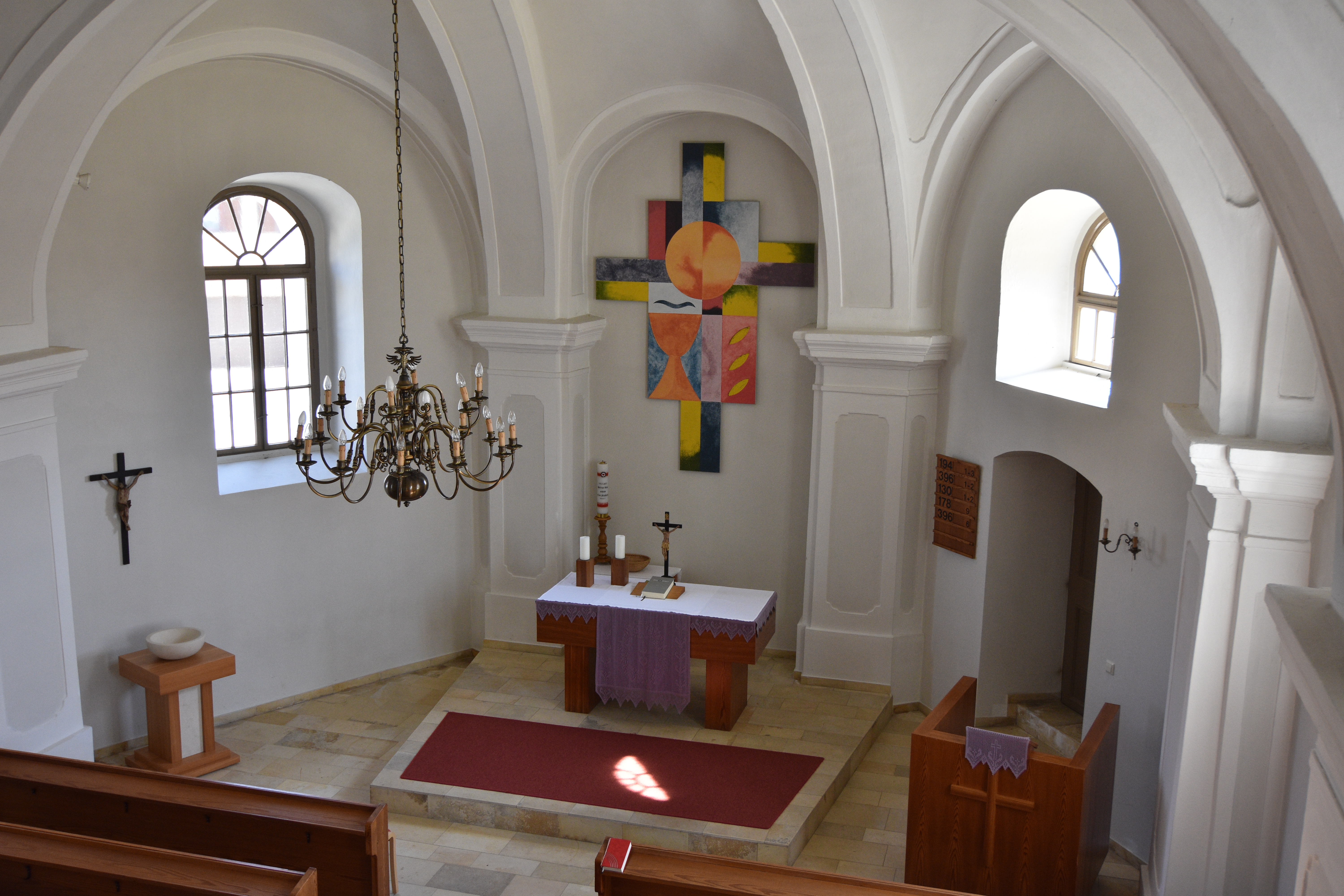
Pfarrkirche (Altarraum)

### Regelmäßige Veranstaltungen
Die als Verein organisierte Jugend Holzschlag veranstaltet jährlich einen Faschingsumzug und entzündet ein Osterfeuer.